# Komunikacja miejska w Śremie
Komunikacja miejska w Śremie – Historia komunikacji miejskiej rozpoczyna się w 1968 roku, kiedy PKS Poznań uruchomił pierwszy wewnętrzny kurs z centrum do odlewni żeliwa. W 1970 roku otwarto główną linię miejską, łączącą rynek z dzielnicą Jeziorany. W 1988 roku w mieście było już 8 linii komunikacji miejskiej, z których część docierała do okolicznych wsi (Pysząca, Borgowo, Góra, Nochowo). 
W latach 90. XX wieku obsługę komunikacji miejskiej przejęło MPK w Kórniku, które rozbudowało istniejącą sieć do 13 linii. W latach 2004–2007 obsługę miejskich połączeń zapewniała w wyniku wygranego przetargu firma PWHD ze Świdnicy.
Od 1 kwietnia 2007 roku obsługą komunikacji oraz tabor zapewnia obecnie firma Totem ze Śremu. Komunikacja łączy os. Jeziorany ze starszą częścią miasta, szpitalem i cmentarzem komunalnym na os. Helenki, a także zapewnia połączenia autobusowe z wsi gminy Śrem do centrum miasta. Linie obsługiwane są przez pojazdy niskopodłogowe. Od 1 lipca 2016 przejazdy autobusami komunikacji miejskiej w Śremie są darmowe.

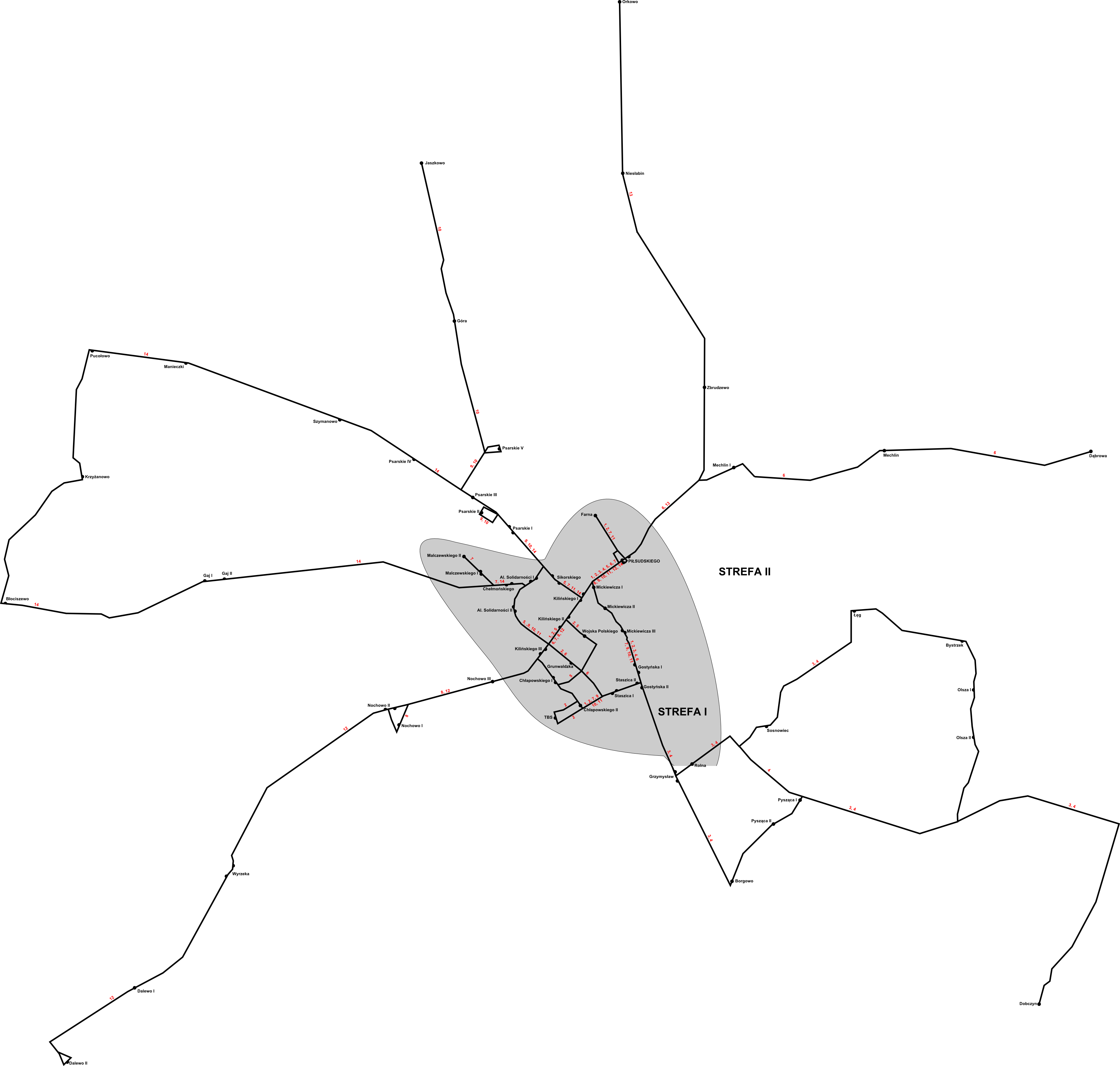
Układ linii komunikacji miejskiej

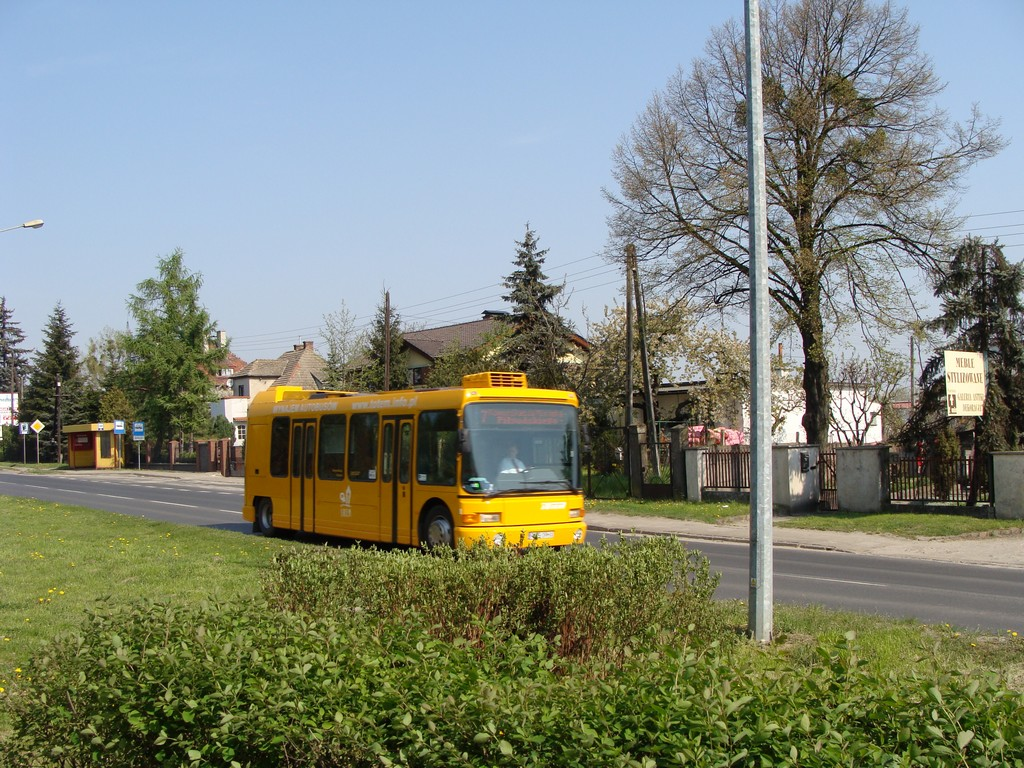
DAB 11-0860S

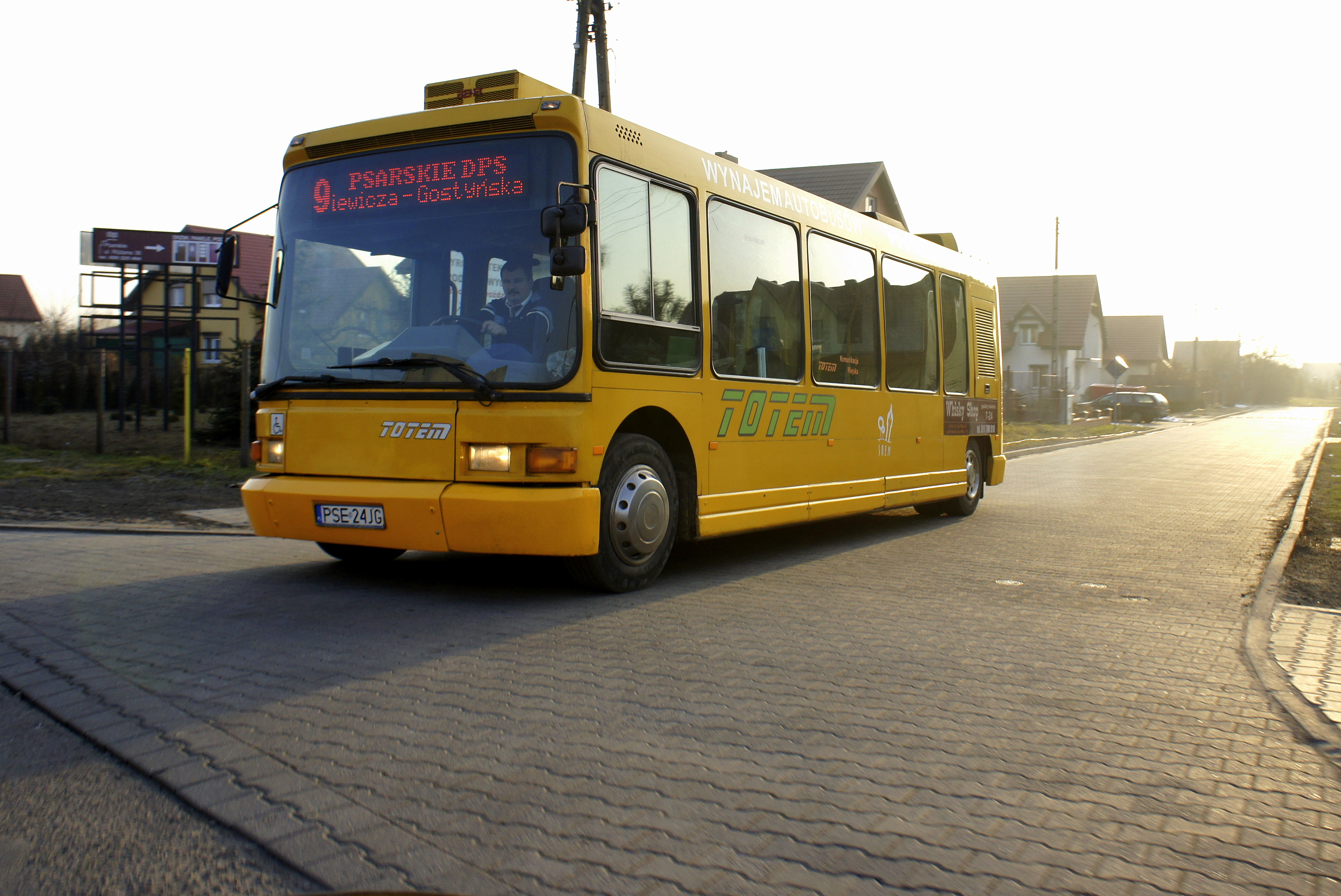
"Dabik" linii 9

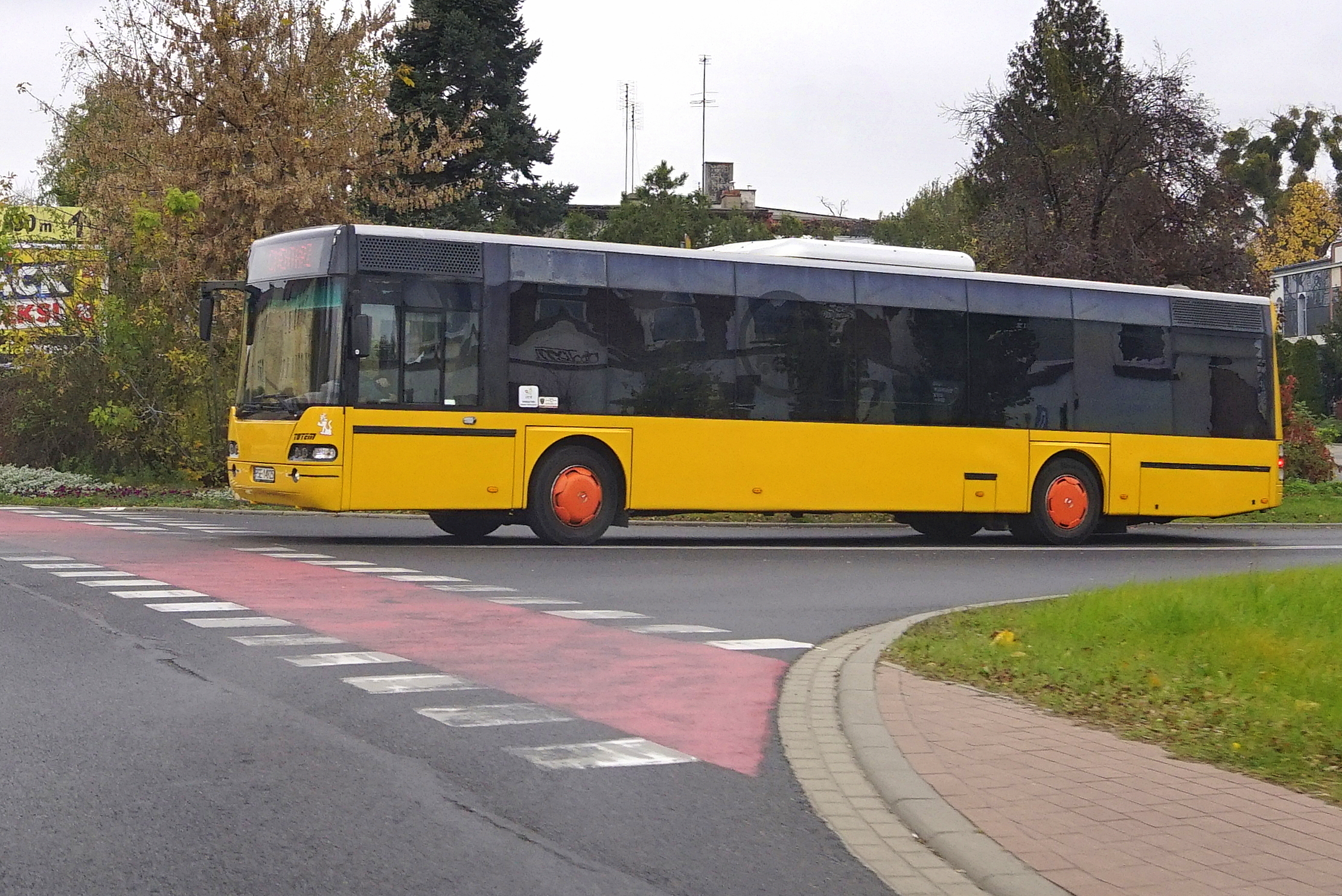
Neoplan Centroliner N4416

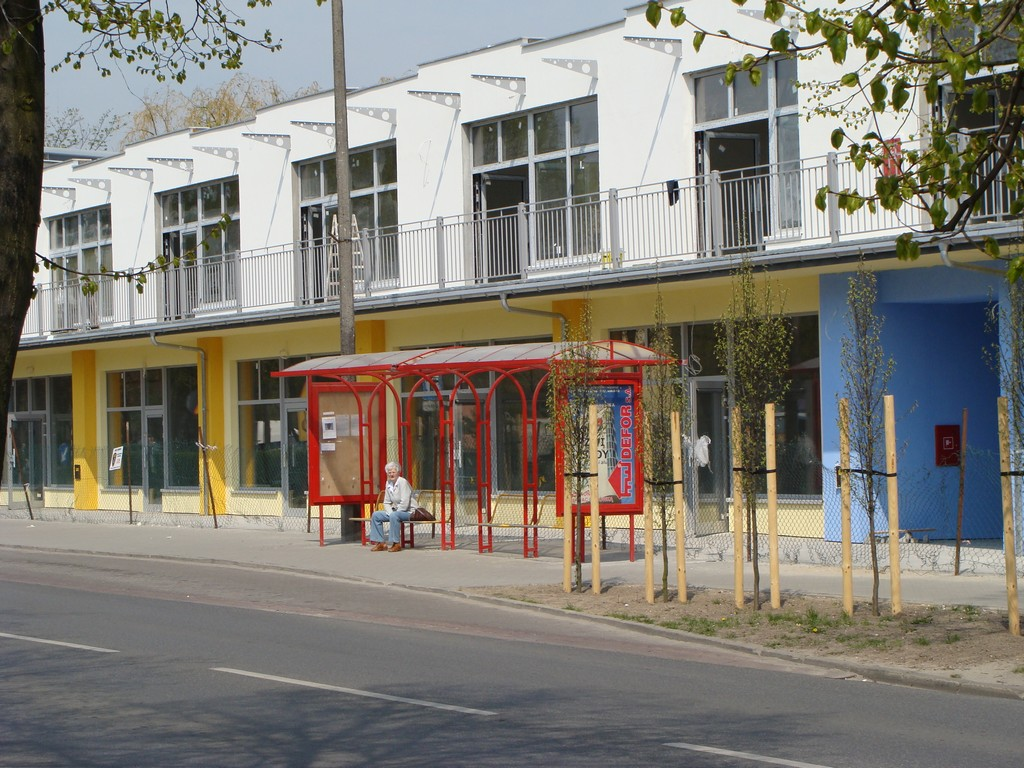
Wiata przystankowa komunikacji miejskiej

## Linie miejskie i podmiejskie
| linia | trasa | przystanki | długość linii [km] |
| 1     | (Farna - Plac 20 Października/Stary Rynek - Wielka Rzeźnicka) - PIŁSUDSKIEGO – Most Kęszyckiego – Kilińskiego – Sikorskiego – Al. Solidarności – Kilińskiego – Chłapowskiego – Staszica – Gostyńska – Mickiewicza – Most Kęszyckiego – PIŁSUDSKIEGO Niektóre kursy z ul. Farnej lub ze Starego Rynku. | (Farna/Stary Rynek), PIŁSUDSKIEGO, Kilińskiego I, Sikorskiego, Al. Solidarności I, Al. Solidarności II, Kilińskiego III, Chłapowskiego I, Chłapowskiego II, Staszica I, Gostyńska I, Mickiewicza III, Mickiewicza II, Mickiewicza I, PIŁSUDSKIEGO | 8,4-10,2           |
| 2     | PIŁSUDSKIEGO – Most Kęszyckiego – Mickiewicza – Gostyńska – Staszica – Chłapowskiego – (Grota Roweckiego – Staszica – Chłapowskiego) – Kilińskiego – Most Kęszyckiego – PIŁSUDSKIEGO - (Plac 20 Października - Farna) Niektóre kursy do ul. Farnej. Niektóre kursy przez ul. Grota Roweckiego. | PIŁSUDSKIEGO, Mickiewicza I, Mickiewicza II, Mickiewicza III, Gostyńska I, Staszica II, Staszica I, Chłapowskiego II, (Roweckiego - DPS), Chłapowskiego I, Kilińskiego III, Kilińskiego II, Kilińskiego I, PIŁSUDSKIEGO, (Farna) | 8,1-10,3           |
| 3     | PIŁSUDSKIEGO – Most Kęszyckiego – Mickiewicza – Gostyńska – Rolna – Sosnowiec – Łęg – Bystrzek – Olsza – Chrząstowo – Dobczyn – Chrząstowo – Pysząca – Borgowo – Grzymysław – Gostyńska – Mickiewicza – Most Kęszyckiego – PIŁSUDSKIEGO | PIŁSUDSKIEGO, Mickiewicza I, Mickiewicza II, Mickiewicza III, Gostyńska I, Gostyńska II, Rolna, Sosnowiec, Łęg, Bystrzek, Olsza I, Olsza II, Chrząstowo I, Chrząstowo II, Chrząstowo III, Dobczyn I, Dobczyn, Chrząstowo III, Chrząstowo II, Chrząstowo I, Pysząca I, Pysząca II, Borgowo, Grzymysław, Gostyńska I, Mickiewicza III, Mickiewicza II, Mickiewicza I, PIŁSUDSKIEGO | 39,2               |
| 4     | PIŁSUDSKIEGO – Most Kęszyckiego – Mickiewicza – Gostyńska – Grzymysław – Borgowo – Pysząca – Sosnowiec – Łęg – Bystrzek – Olsza – (Chrząstowo – Dobczyn – Chrząstowo) – Pysząca – Rolna – Gostyńska – Powstańców Wielkopolskich – Mickiewicza – Most Kęszyckiego – PIŁSUDSKIEGO - (Matuszewskiego - STARY RYNEK) Niektóre kursy przez Chrząstowo i Dobczyn. Niektóre kursy do Starego Rynku.                                                            | PIŁSUDSKIEGO, Mickiewicza I, Mickiewicza II, Mickiewicza III, Gostyńska I, Gostyńska II, Grzymysław, Borgowo, Pysząca II, Pysząca I, Pysząca III, Sosnowiec, Łęg, Bystrzek, Olsza I, Olsza II, (Chrząstowo I, Chrząstowo II, Chrząstowo III, Dobczyn I, Dobczyn, Chrząstowo III, Chrząstowo II, Chrząstowo I), Rolna, Grzymysław, Gostyńska I, Mickiewicza III, Mickiewicza II, Mickiewicza I, PIŁSUDSKIEGO/STARY RYNEK | 27,2-39,5          |
| 5A    | PIŁSUDSKIEGO – Most Kęszyckiego – Kilińskiego – Nochowo – Nochówko – Pełczyn – Wirginowo – Bodzyniewo – Kadzewo – Mórka – Jeleńczewo – Dalewo – Wyrzeka – Nochowo – Kilińskiego – Most Kęszyckiego – PIŁSUDSKIEGO | PIŁSUDSKIEGO, Kilińskiego I, Kilińskiego II, Kilińskiego III, Nochowo III, Nochówko II, Nochówko I, Pełczyn, Wirginowo III, Wirginowo II, Wirginowo I, Bodzyniewo, Bodzyniewo nż, Kadzewo, Mórka, Mórka nż, Jeleńczewo, Dalewo III, Dalewo, Dalewo II, Dalewo I, Wyrzeka, Nochowo II, Nochowo III, Kilińskiego III, Kilińskiego II, Kilińskiego I, PIŁSUDSKIEGO | 31,4               |
| 5B    | PIŁSUDSKIEGO – Most Kęszyckiego – Kilińskiego – Nochowo - Wyrzeka - Dalewo - Jeleńczewo - Mórka - Kadzewo - Bodzyniewo - Wirginowo - Pełczyn - Nochówko - Nochowo - Kilińskiego - Most Kęszyckiego - PIŁSUDSKIEGO | PIŁSUDSKIEGO, Kilińskiego I, Kilińskiego II, Kilińskiego III, Nochowo III, Nochowo II, Wyrzeka, Dalewo I, Dalewo, Dalewo III, Jeleńczewo, Mórka nż, Mórka, Kadzewo, Bodzyniewo nż, Bodzyniewo, Wirginowo I, Wirginowo II, Wirginowo III, Pełczyn, Nochówko I, Nochówko II, Nochowo III, Kilińskiego III, Kilińskiego II, Kilińskiego I, PIŁSUDSKIEGO |                    |
| 6A    | PIŁSUDSKIEGO - Most Chosłowskiego – Zbrudzewo – Czmoń - Kaleje – Luciny - Dąbrowa - Mechlin – Zbrudzewo - Most Chosłowskiego – Piłsudskiego – Most Kęszyckiego – Kilińskiego – Sikorskiego – Al. Solidarności – Kilińskiego – Chłapowskiego – Staszica – Gostyńska – Mickiewicza – Most Kęszyckiego – PIŁSUDSKIEGO | PIŁSUDSKIEGO, Zbrudzewo, Niesłabin DW, Orkowo DW, Czmoń - ul. Bnińska, Czmoń - ul. Strażacka, Kaleje, Luciny II, Luciny I, Dąbrowa I, Dąbrowa, Mechlin, Mechlin - ul. Śremska, Mechlin I, Piłsudskiego, Kilińskiego I, Sikorskiego, Al. Solidarności I, Al. Solidarności II, Kilińskiego III, Chłapowskiego I, Chłapowskiego II, Staszica I, Gostyńska I, Mickiewicza III, Mickiewicza II, Mickiewicza I, PIŁSUDSKIEGO | 34,8               |
| 6B    | (Farna - Plac 20 Października) - PIŁSUDSKIEGO - Most Chosłowskiego - Zbrudzewo - Mechlin - Dąbrowa - Luciny - Kaleje - Czmoń - Zbrudzewo - Most Chosłowskiego - Piłsudskiego – Most Kęszyckiego – Kilińskiego – Sikorskiego – Al. Solidarności – Kilińskiego – Chłapowskiego – Staszica – Gostyńska – Mickiewicza – Most Kęszyckiego – PIŁSUDSKIEGO Niektóre kursy z ul. Farnej.                                                                        | (Farna), PIŁSUDSKIEGO, Mechlin I nż, Mechlin nż, Mechlin - ul. Śremska, Mechlin, Dąbrowa, Dąbrowa I, Luciny I, Luciny II, Kaleje, Czmoń - ul. Strażacka, Czmoń - ul. Bnińska, Orkowo DW, Niesłabin DW, Zbrudzewo, Piłsudskiego, Kilińskiego I, Sikorskiego, Al. Solidarności I, Al. Solidarności II, Kilińskiego III, Chłapowskiego I, Chłapowskiego II, Staszica I, Gostyńska I, Mickiewicza III, Mickiewicza II, Mickiewicza I, PIŁSUDSKIEGO |                    |
| 7     | (Stary Rynek - Wielka Rzeźnicka) - PIŁSUDSKIEGO – Most Kęszyckiego – Mickiewicza – Gostyńska – Staszica – Chłapowskiego – Kilińskiego – Sikorskiego – Al. Solidarności – Chełmońskiego – MALCZEWSKIEGO - Chełmońskiego - Al. Solidarności - Sikorskiego - Kilińskiego - Chłapowskiego - Staszica - Gostyńska - Mickiewicza - Most Kęszyckiego - PIŁSUDSKIEGO Niektóre kursy ze Starego Rynku.                                                           | (Stary Rynek), PIŁSUDSKIEGO, Mickiewicza I, Mickiewicza II, Mickiewicza III, Gostyńska I, Staszica II, Staszica I, Chłapowskiego II, Chłapowskiego I, Kilińskiego III, Kilińskiego II, Kilińskiego I, Sikorskiego, Al. Solidarności I, Malczewskiego I, MALCZEWSKIEGO II, Malczewskiego I, Al. Solidarności I, Sikorskiego, Kilińskiego II, Kilińskiego III, Chłapowskiego I, Chłapowskiego II, Staszica I, Gostyńska I, Mickiewicza III, Mickiewicza II, Mickiewicza I, PIŁSUDSKIEGO | 18,6-20,4          |
| 8     | PIŁSUDSKIEGO – Most Kęszyckiego – Mickiewicza – Gostyńska – Staszica – Chłapowskiego – Kilińskiego – Al. Solidarności – Sikorskiego – Psarskie – Góra – Psarskie - Sikorskiego - Al. Solidarności - Kilińskiego - Chłapowskiego - Staszica - Gostyńska - Mickiewicza - Most Kęszyckiego - PIŁSUDSKIEGO | PIŁSUDSKIEGO, Mickiewicza I, Mickiewicza II, Mickiewicza III, Gostyńska I, Staszica II, Staszica I, Chłapowskiego II, Chłapowskiego I, Kilińskiego III, Al. Solidarności II, Al. Solidarności I, Sikorskiego nż, Psarskie I, Psarskie III, Psarskie, ul. Platanowa, Psarskie IV DPS, GÓRA, Psarskie V, Psarskie IV DPS, Psarskie, ul. Platanowa, Psarskie III, Psarskie I, Al. Solidarności I, Al. Solidarności II, Kilińskiego III, Chłapowskiego I, Chłapowskiego II, Staszica I, Gostyńska I, Mickiewicza III, Mickiewicza II, Mickiewicza I, PIŁSUDSKIEGO                                                               | 21,9-31,3          |
| 9     | (Farna - Plac 20 Października) - PIŁSUDSKIEGO – Most Chosłowskiego - Zbrudzewo – Niesłabin – ORKOWO - Niesłabin - Zbrudzewo - Most Chosłowskiego - Piłsudskiego - Most Kęszyckiego - Mickiewicza - Gostyńska - Staszica - Chłapowskiego - Kilińskiego - Most Kęszyckiego – PIŁSUDSKIEGO - (Matuszewskiego - STARY RYNEK) Niektóre kursy z ul. Farnej. Niektóre kursy do Starego Rynku.                                                                  | (Farna), PIŁSUDSKIEGO, Zbrudzewo, Niesłabin, ul. Osiedlowa, Niesłabin, Orkowo, Niesłabin, Niesłabin, ul. Osiedlowa, Zbrudzewo, Piłsudskiego, Mickiewicza I, Mickiewicza II, Mickiewicza III, Gostyńska I, Staszica II, Staszica I, Chłapowskiego II, Chłapowskiego I, Kilińskiego III, Kilińskiego II, Kilińskiego I, PIŁSUDSKIEGO/ STARY RYNEK | 25                 |
| 10A   | PIŁSUDSKIEGO – Most Kęszyckiego – Kilińskiego – Sikorskiego – Al. Solidarności – Chełmońskiego – Gaj – Błociszewo – Krzyżanowo – Pucołowo – Manieczki – Szymanowo – Psarskie – Sikorskiego – Kilińskiego – Most Kęszyckiego – PIŁSUDSKIEGO - (Plac 20 Października - Farna) Niektóre kursy do ul. Farnej. | PIŁSUDSKIEGO, Kilińskiego I, Sikorskiego, Al. Solidarności I, Chełmońskiego, Chełmońskiego I, Nochowo, ul. Podgaje, Gaj, Gaj I, Gaj II, Błociszewo I, Błociszewo II, Krzyżanowo, Pucołowo, Manieczki, Szymanowo, Psarskie IV, Psarskie III, Psarskie I, Sikorskiego, PIŁSUDSKIEGO, (Farna) | 28,9               |
| 10B   | (Farna - Plac 20 Października) - PIŁSUDSKIEGO – Most Kęszyckiego – Kilińskiego – Sikorskiego - Psarskie - Szymanowo - Manieczki - Pucołowo - Krzyżanowo - Błociszewo - Gaj - Chełmońskiego - Al. Solidarności - Sikorskiego – Kilińskiego – Most Kęszyckiego – PIŁSUDSKIEGO Niektóre kursy z ul. Farnej. | (Farna), PIŁSUDSKIEGO, Kilińskiego I, Sikorskiego, Sikorskiego nż, Psarskie I, Psarskie III, Psarskie IV, Szymanowo, Manieczki, Pucołowo, Krzyżanowo, Błociszewo II, Błociszewo I, Gaj I, Gaj, Nochowo, ul. Podgaje, Chełmońskiego, Al. Solidarności I, Sikorskiego, PIŁSUDSKIEGO |                    |
| 11A   | PIŁSUDSKIEGO – Most Kęszyckiego - Kilińskiego - Nochowo - Nochówko - Pełczyn - Gawrony - Międzychód - Pinka - Drzonek - Masłowo - Nowieczek - Rusocin - Wieszczyczyn - Drzonek - Ostrowo - Borgowo - Grzymysław - Gostyńska - Mickiewicza - Most Kęszyckiego – PIŁSUDSKIEGO | PIŁSUDSKIEGO, Kilińskiego I, Kilińskiego II, Kilińskiego III, Nochowo III, Nochówko II, Nochówko I, Pełczyn, Gawrony, Międzychód IV, Międzychód III, Międzychód II, Międzychód I, Pinka, Masłowo II, Masłowo I, Nowieczek II, Nowieczek I, Rusocin II, Feliksowo, Rusocin I, Wieszczyczyn, Drzonek II, Drzonek I, Ostrowo II, Ostrowo I, Borgowo, Grzymysław, Gostyńska I, Mickiewicza III, Mickiewicza II, Mickiewicza I, PIŁSUDSKIEGO |                    |
| 11B   | PIŁSUDSKIEGO – Most Kęszyckiego – Mickiewicza – Gostyńska – Grzymysław - Borgowo – Ostrowo – Drzonek – Wieszczyczyn – Rusocin - Nowieczek – Masłowo – Drzonek - Pinka – Międzychód – Gawrony – Pełczyn – Nochówko – Nochowo – Kilińskiego – Most Kęszyckiego – PIŁSUDSKIEGO | PIŁSUDSKIEGO, Mickiewicza I, Mickiewicza II, Mickiewicza III, Gostyńska I, Gostyńska II, Grzymysław, Borgowo, Ostrowo I, Ostrowo II, Drzonek I, Drzonek II, Wieszczyczyn, Rusocin I, Feliksowo, Rusocin II, Nowieczek I, Nowieczek II, Masłowo I, Masłowo II, Pinka, Międzychód I, Międzychód II, Międzychód III, Międzychód IV, Gawrony, Pełczyn, Nochówko I, Nochówko II, Nochowo III, Kilińskiego III, Kilińskiego II, Kilińskiego I, PIŁSUDSKIEGO | 36,8               |
| 12A   | PIŁSUDSKIEGO – Most Kęszyckiego – Kilińskiego – Sikorskiego – Psarskie - Sikorskiego - Al. Solidarności - Kilińskiego - Most Kęszyckiego – PIŁSUDSKIEGO | PIŁSUDSKIEGO, Kilińskiego I, Sikorskiego, Sikorskiego nż, Psarskie I, Psarskie III, Psarskie, Al. Platanowa, Psarskie IV DPS, Psarskie, Al. Platanowa, Psarskie III, Psarskie I, Al. Solidarności I, Al. Solidarności II, Kilińskiego II, Kilińskiego I, PIŁSUDSKIEGO | 8,8                |
| 12B   | PIŁSUDSKIEGO – Most Kęszyckiego – Kilińskiego - Al. Solidarności - Sikorskiego - Psarskie - Sikorskiego - Al. Solidarności - Kilińskiego - Most Kęszyckiego – PIŁSUDSKIEGO | PIŁSUDSKIEGO, Kilińskiego I, Kilińskiego II, Al. Solidarności II, Al. Solidarności I, Sikorskiego nż, Psarskie I, Psarskie III, Psarskie, Al. Platanowa, Psarskie IV DPS, Psarskie, Al. Platanowa, Psarskie III, Psarskie I, Al. Solidarności I, Al. Solidarności II, Kilińskiego II, Kilińskiego I, PIŁSUDSKIEGO |                    |
| 13A   | PIŁSUDSKIEGO – Most Kęszyckiego – Mickiewicza – Gostyńska – Staszica – Chłapowskiego – Kilińskiego – Al. Solidarności - Sikorskiego - Kilińskiego - Most Kęszyckiego – Piłsudskiego - Most Chosłowskiego - Zbrudzewo - Mechlin - Zbrudzewo - Most Chosłowskiego - PIŁSUDSKIEGO | PIŁSUDSKIEGO, Mickiewicza I, Mickiewicza II, Mickiewicza III, Gostyńska I, Staszica II, Staszica I, Chłapowskiego II, Chłapowskiego I, Kilińskiego III, Al. Solidarności II, Al. Solidarności I, Sikorskiego, Piłsudskiego, Mechlin I, Zbrudzewo, ul. Średzka, Mechlin Leopol, Zbrudzewo, ul. Średzka, Mechlin I, Zbrudzewo, ul. Średzka II, PIŁSUDSKIEGO |                    |
| 13B   | (Stary Rynek - Wielka Rzeźnicka) - PIŁSUDSKIEGO – Most Chosłowskiego - Zbrudzewo - Mechlin - Zbrudzewo - Most Chosłowskiego - Piłsudskiego - Most Kęszyckiego – Kilińskiego – Sikorskiego – Al. Solidarności – Kilińskiego – Chłapowskiego – Staszica – Gostyńska – Mickiewicza – Most Kęszyckiego – PIŁSUDSKIEGO - (Matuszewskiego - STARY RYNEK) Niektóre kursy ze albo do Starego Rynku.                                                             | (Stary Rynek), PIŁSUDSKIEGO, Mechlin I, Mechlin Leopol, Zbrudzewo, ul. Średzka, Mechlin I, Zbrudzewo, ul. Średzka II, Piłsudskiego, Kilińskiego I, Sikorskiego, Al. Solidarności I, Al. Solidarności II, Kilińskiego III, Chłapowskiego I, Chłapowskiego II, Staszica I, Gostyńska I, Mickiewicza III, Mickiewicza II, Mickiewicza I, PIŁSUDSKIEGO/STARY RYNEK |                    |
| 14A   | PIŁSUDSKIEGO – Most Kęszyckiego – Kilińskiego – Sikorskiego – Al. Solidarności – Kilińskiego – Chłapowskiego – Staszica – Gostyńska - Rolna - Wiosenna - Rolna - Pysząca - Borgowo - Grzymysław - Gostyńska - Staszica – Chłapowskiego – Kilińskiego – Most Kęszyckiego – PIŁSUDSKIEGO | PIŁSUDSKIEGO, Kilińskiego I, Sikorskiego, Al. Solidarności I, Al. Solidarności II, Kilińskiego III, Chłapowskiego I, Chłapowskiego II, Staszica I, Gostyńska II, Wiosenna I, Wiosenna II, Rolna, Pysząca, Pysząca I, Pysząca II, Borgowo, Grzymysław, Staszica II, Staszica I, Chłapowskiego II, Chłapowskiego I, Kilińskiego III, Kilińskiego II, Kilińskiego I, PIŁSUDSKIEGO |                    |
| 14B   | (Farna - Plac 20 Października/Stary Rynek - Wielka Rzeźnicka) - PIŁSUDSKIEGO – Most Kęszyckiego – Kilińskiego – Sikorskiego – Al. Solidarności – Kilińskiego – Chłapowskiego – Staszica – Gostyńska - Grzymysław - Borgowo - Pysząca - Rolna - Wiosenna - Rolna - Gostyńska - Staszica – Chłapowskiego – Kilińskiego – Al. Solidarności - Sikorskiego - Kilińskiego - Most Kęszyckiego – PIŁSUDSKIEGO Niektóre kursy z ul. Farnej lub ze Starego Rynku. | (Farna/Stary Rynek), PIŁSUDSKIEGO, Kilińskiego I, Sikorskiego, Al. Solidarności I, Al. Solidarności II, Kilińskiego III, Chłapowskiego I, Chłapowskiego II, Staszica I, Gostyńska II, Grzymysław, Borgowo, Pysząca II, Pysząca I, Pysząca, Wiosenna I, Wiosenna II, Rolna, Staszica II, Staszica I, Chłapowskiego II, Chłapowskiego I, Kilińskiego III, Al. Solidarności II, Al. Solidarności I, Sikorskiego, PIŁSUDSKIEGO |                    |
| 15    | (Farna - Plac 20 Października) - PIŁSUDSKIEGO – Most Kęszyckiego – Kilińskiego - Sikorskiego – Al. Solidarności – Kilińskiego - Nochowo - Kilińskiego - Al. Solidarności - Sikorskiego - Kilińskiego Most Kęszyckiego - PIŁSUDSKIEGO - (Matuszewskiego - STARY RYNEK) Niektóre kursy z ul. Farnej. Niektóre kursy do Starego Rynku. | (Farna), PIŁSUDSKIEGO, Kilińskiego I, Sikorskiego, Al. Solidarności I, Al. Solidarności II, Kilińskiego III, Nochowo III, Nochowo II, Nochowo, ul. Jesienna, Nochowo II, Nochowo III, Kilińskiego III, Al. Solidarności II, Al. Solidarności I, Sikorskiego, PIŁSUDSKIEGO/STARY RYNEK |                    |
| 16    | PIŁSUDSKIEGO – Most Kęszyckiego – Kilińskiego – Nochowo - Wyrzeka - Dalewo - Łuszkowo - Jerka - Nowy Dwór - Krzywiń - Nowy Dwór - Jerka - Łuszkowo - Dalewo – Wyrzeka – Nochowo – Kilińskiego – Most Kęszyckiego – PIŁSUDSKIEGO | PIŁSUDSKIEGO, Kilińskiego I, Kilińskiego II, Kilińskiego III, Nochowo III, Nochowo II, Wyrzeka, Dalewo I, Dalewo II, Łuszkowo, Jerka Rondo, Jerka os. Brzozowiec, Krzywiń ul. Kościańska. Krzywiń Rynek, Krzywiń ul. Kościańska, Jerka os. Brzozowiec, Jerka Rondo, Łuszkowo, Dalewo II, Dalewo I, Wyrzeka, Nochowo II, Nochowo III, Kilińskiego III, Kilińskiego II, Kilińskiego I, PIŁSUDSKIEGO |                    |
| 17    | PIŁSUDSKIEGO – Most Kęszyckiego – Kilińskiego – Sikorskiego – Al. Solidarności – Kilińskiego – Chłapowskiego – Staszica – Gostyńska – Mickiewicza – Most Kęszyckiego – Piłsudskiego - Most Chosłowskiego - Zbrudzewo - Zaniemyśl - Zbrudzewo - Most Chosłowskiego - Piłsudskiego - Most Kęszyckiego - Mickiewicza - Gostyńska - Staszica – Chłapowskiego – Kilińskiego – Al. Solidarności - Sikorskiego - Kilińskiego - Most Kęszyckiego – PIŁSUDSKIEGO | PIŁSUDSKIEGO, Kilińskiego I, Sikorskiego, Al. Solidarności I, Al. Solidarności II, Kilińskiego III, Chłapowskiego I, Chłapowskiego II, Staszica I, Gostyńska I, Mickiewicza III, Mickiewicza II, Mickiewicza I, Piłsudskiego, Mechlin I nż, Luciny Skrzyżowanie, Polesie, Zaniemyśl Rynek, Zaniemyśl Szkoła, Zaniemyśl Rynek, Polesie, Luciny Skrzyżowanie, Zbrudzewo ul. Średzka, Mechlin I nż, Piłsudskiego, Mickiewicza I, Mickiewicza II, Mickiewicza III, Gostyńska I, Staszica II, Staszica I, Chłapowskiego II, Chłapowskiego I, Kilińskiego III, Al. Solidarności II, Al. Solidarności I, Sikorskiego, PIŁSUDSKIEGO |                    |

## Tabor komunikacji miejskiej
- Mercedes O405
- Neoplan N4020
- MAN Lion's Classic.                                * Solaris Urbino 15, 2 sztuki

## Rozkład jazdy
- Oficjalny rozkład jazdy Komunikacji Miejskiej w Śremie